# Championnat d'Europe de baseball 1989
Navigation
Édition précédente Édition suivante
Le championnat d'Europe de baseball 1989 est la 21ème édition du championnat d'Europe de baseball. Il a lieu du 1er au 10 septembre 1989 à Paris et dans deux autres villes de France. Il est remporté par l'Italie, la France finit 5ème.

## Classement
Voici le classement officiel des huit équipes de baseball présentes au championnat :
| Classement | Pays            |
| ---------- | --------------- |
| 1          | Italie          |
| 2          | Pays-Bas        |
| 3          | Espagne         |
| 4          | Suède           |
| 5          | France          |
| 6          | Belgique        |
| 7          | Grande-Bretagne |
| 8          | Allemagne       |